# Francmasonería anglosajona

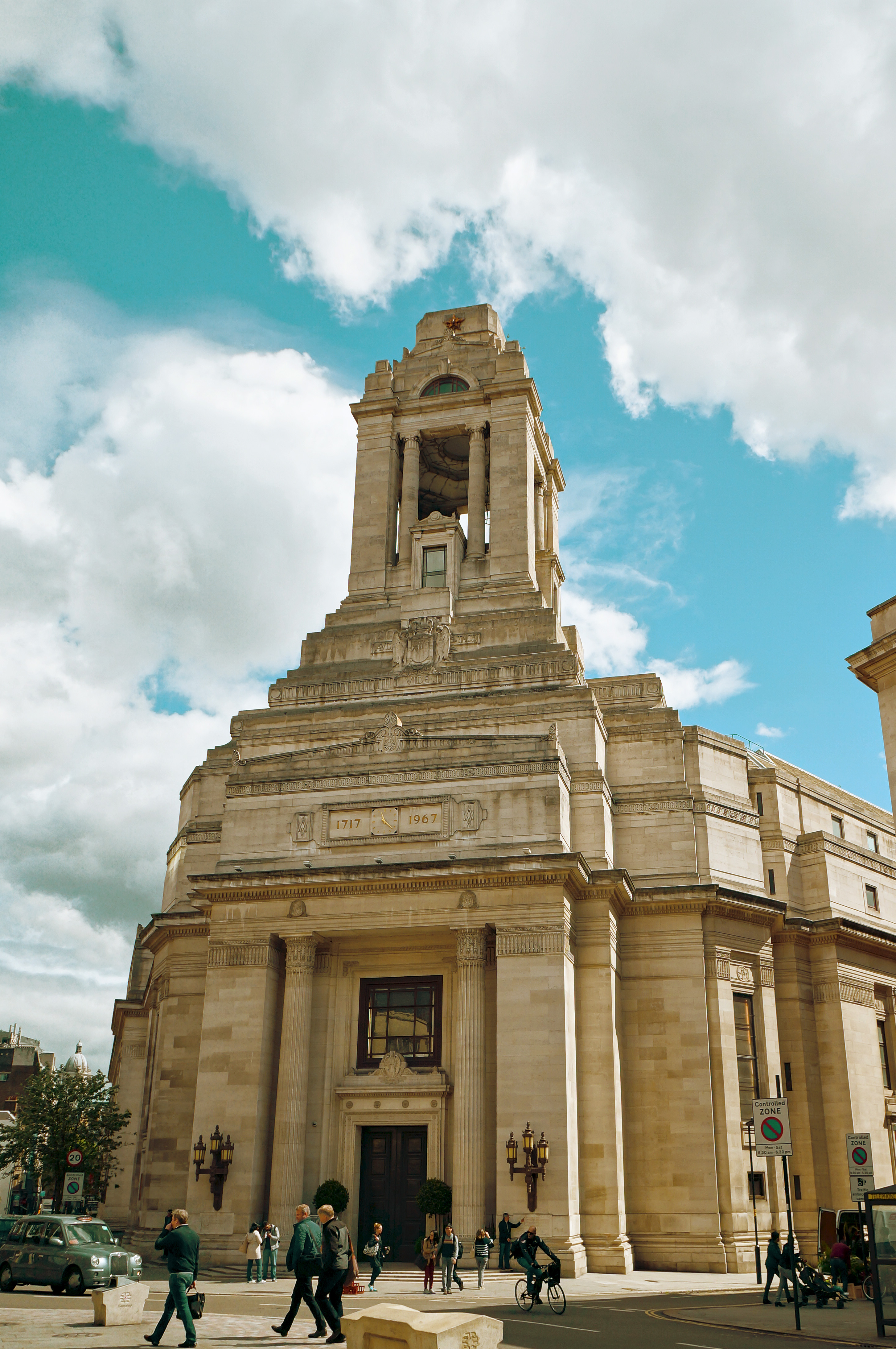
Sede de la Gran Logia Unida de Inglaterra, Londres.

Se denomina francmasonería anglosajona o angloamericana a la red suelta de cadenas superpuestas de Grandes Logias mutuamente reconocidas, que forman una jurisdicción masónica regular. En su mayor parte, estas trazan su descendencia de una de las Grandes Logias británicas «originales», con reconocimiento mutuo basado en la adhesión a ciertos valores fundamentales, reglas y requisitos de membresía conocidos como Landmarks.

## Distintas ramas de la francmasonería
A menudo se dice que la masonería consta de dos ramas que no tienen una amistad regular mutua:
- Francmasonería anglosajona, o masonería regular, también conocida como masonería angloamericana, tipificada por la Gran Logia Unida de Inglaterra, es la rama que sólo admite como miembros a postulantes que creen en Dios. En otras palabras, teísta. Según el profesor José Antonio Ferrer Benimeli, «La tradición de la Gran Logia Unida de Inglaterra, hasta nuestros días, ha sido siempre teísta y no deísta».[5]
- Francmasonería latina, o masonería liberal, también conocida como masonería continental, tipificada por el Gran Oriente de Francia, es la rama que tiene históricamente una intensa propaganda anticlerical. El Gran Oriente de Francia, en 1877, borraba de sus estatutos la obligación de la creencia en Dios, en la inmortalidad del alma, y el tomar el juramento sobre la Biblia.[1]

La mayoría de las jurisdicciones masónicas del mundo siguen la rama anglosajona. La Gran Logia Unida de Inglaterra enumera 194 Grandes Logias que considera regulares, y la Gran Logia de Nueva York enumera 202 que considera regulares (2013), mientras que la organización paraguas de la francmasonería liberal, el CLIPSAS, enumera 108 miembros (2023). La rama anglosajona es especialmente dominante en los Estados Unidos y los países de la Mancomunidad de Naciones. Tiene una presencia minoritaria en Francia y la mayoría de los países de América Latina. La rama anglosajona tiene varias subramas notables, en particular la Francmasonería Prince Hall de los afroestadounidenses. El Rito Sueco, que está dirigido exclusivamente a los confesores de la fe cristiana y tiene una presencia significativa en Escandinavia, aunque reconocido por la rama anglosajona, es mejor verlo como un rito separado.
La rama latina predomina en Francia, y tiene una presencia mayoritaria en varios países europeos y en la mayoría de los países latinoamericanos.